# Justicia paruana
Justicia paruana är en akantusväxtart som beskrevs av D.C. Wasshausen. Justicia paruana ingår i släktet Justicia och familjen akantusväxter. Inga underarter finns listade i Catalogue of Life.